# Písečná (district d'Ústí nad Orlicí)
Pour les articles homonymes, voir Písečná.
Písečná (en allemand : Schreibersdorf) est une commune du district d'Ústí nad Orlicí, dans la région de Pardubice, en République tchèque. Sa population s'élevait à 575 habitants en 2024.

## Géographie
Písečná se trouve à 9 km au nord-nord-est d'Ústí nad Orlicí, à 48 km à l'est de Pardubice et à 144 km à l'est de Prague.
La commune est limitée par Dlouhoňovice au nord, par Lukavice au nord-est, par Letohrad à l'est, par Hnátnice et Žampach au sud, et par Hejnice à l'ouest.

## Histoire
La première mention écrite de la localité date de 1364.

## Transports
Par la route, Písečná trouve à 4 km de Letohrad, à 13 km d'Ústí nad Orlicí, à 58 km de Pardubice et à 171 km de Prague. 